# Custòdia compartida
La custòdia compartida és una fórmula d'exercir la custòdia legal dels fills menors d'edat o no-emancipats, en cas de separació o divorci de la mare i el pare, en la que legalment els dos tenen i comparteixen la custòdia. La característica principal és una planificació el més equitativa possible dels temps que els fills passen a càrrec de cada progenitor. Aquesta forma de custòdia s'aplica en països civilitzats i avançats socialment com França, països nòrdics d'Europa, Canada i la majoria dels Estats Units. En països no tan avançats (com Espanya) el sistema atorga la custòdia exclusivament a un dels pares, normalment a la mare, o al pare també en alguns països.
Mitjançant aquesta solució s'evita que els fills perdin el contacte amb una de les parts, i adquireixin el "sentiment de pèrdua", tal com passa amb la custòdia monoparental. Això és així perquè amb el sistema de la custòdia compartida es mantenen relacions periòdiques i freqüents amb el pare i la mare: es recomana que passi un mínim del 30% del temps amb cada un dels pares, tenint com a ideal una repartició 50%-50%.
Cal no confondre la custòdia compartida amb la pàtria potestat, ja que són dos conceptes diferents. La custòdia compartida es refereix exclusivament a la custòdia física del menor, tot i que amb ella es pot portar a la pràctica un exercici de la pàtria potestat en el que es poden implicar pare i mare, al poder tenir accés als fills durant el dia a dia. En alguns països l'atribució de la custòdia compartida va acompanyada d'un pla de corresponsabilitat parental en el que es defineix com s'exercirà la custòdia i la pàtria potestat per part del pare i la mare.

## Moviment per la custòdia compartida
El moviment per la custòdia compartida existeix a l'Estat Espanyol des de principis dels 1990. Actualment està en apogeu des del 10 de desembre de 2005, dia en què es va celebrar a Madrid la primera concentració multitudinària per la custòdia compartida. Des de llavors se celebren periòdicament manifestacions i concentracions arreu de l'estat a les que acudeixen milers de persones.
Aquest col·lectiu està format per:
- Associacions de pares i mares separats.
- El sector igualitari del feminisme: Plataforma Feminista per la Custòdia Compartida, Otras Voces Feministas.
- Personalitats importants com l'ex-degana dels jutjats de Barcelona, Maria Sanahuja.